# 繡球菌科
绣球菌科（学名：Sparassidaceae），也称锈球菌科，是多孔菌目下的一个属。

## 下属分类
本科包括以下属：
- Sparassiella Schwarzman, 1964
- 绣球菌属 Sparassis Fr.